# La Torroella (la Pobleta de Bellveí)
La Torroella és un indret del terme municipal de la Torre de Cabdella, dins de l'antic terme de la Pobleta de Bellveí, al Pallars Jussà.
Està situat al nord-est de la Pobleta de Bellveí, a l'esquerra del Flamisell i a la dreta de la llau de la Torroella, just al damunt d'on es troben aquests dos cursos d'aigua.